# Amerigo Bottai
Amerigo Bottai (Rodi, 14 gennaio 1917 – Monte Faito, 24 agosto 1990) è stato un politico e partigiano italiano.

## Biografia
Economista e politico negli anni del dopoguerra, è stato partigiano e fondatore del Partito Socialista Italiano di Pisa nel 1946. È una figura della vita politica italiana agli albori della Repubblica, quando venne chiamato a Roma come vicesegretario del Partito dal Lelio Basso. Seguì sempre l'elettorato del partito a Pisa, che lo elesse deputato nella I Legislatura.
Esperto di risorse energetiche, ha partecipato alla costituzione dell'Eni con Enrico Mattei. Fra le molte cariche rivestite, quella di sindaco di Pontedera negli anni difficili delle contestazioni operaie e della ricostruzione della Piaggio. La politica di dialogo svolta in difesa dei diritti dei lavoratori, fino ad allora oppressi dalla dittatura del Ventennio, gli valse l'appellativo di "sindaco giusto".